# Erannis compressaria
Erannis compressaria là một loài bướm đêm trong họ Geometridae.